# Yngve Kalin
Yngve Kalin, född 2 maj 1950 i Växjö, är en svensk präst.

## Biografi
Efter prästvigningen i Växjö 1973 fram till 1980 tjänstgjorde Kalin i Femsjö församling. Han var därefter mellan 1981 och 1990 verksam som präst i Swaziland i södra Afrika. Han har utgivit två böcker om sin tid i Swaziland. År 1991 grundade Yngve och hustrun Ingela hjälporganisationen Swazihjälpen som förmedlar bistånd åt utsatta människor i Swaziland.
Mellan 1990 och 2002 var han kyrkoherde i Mjöbäcks pastorat och 2002–2013 komminister i Hyssna i Sätila pastorat.
Från 1995 och fram till 2001 var Kalin ledamot av Kyrkomötet som representant för Göteborgs stift och Partipolitiskt obundna i Svenska kyrkan (POSK) och mellan 1992 och 1998 ledamot i styrelsen för Svenska kyrkans mission. Vid sidan av detta uppdrag var han under mandatperioden 1995–1998 också vice ordförande i Svenska kyrkans förvaltningsdelegation, styrelseledamot i Svenska kyrkans Förvaltnings AB, Kyrkans Hus AB och Kyrknätet AB. Han lämnade POSK och anslöt sig till Frimodig kyrka inför kyrkovalet 2005 och fungerade som ersättare i kyrkomötet under en mandatperiod.
Mellan 1998 och 2002 var Kalin ordförande i Tekniska servicenämnden i Svenljunga kommun nominerad av Kristdemokraterna. Åren 1998–2006 innehade han uppdraget som nämndeman vid Borås tingsrätt. 2023 valdes han till ledamot av Kommunrevisionen i Marks kommun och lekmannarevisor i Marks Energi AB och Marks Fastighets AB.
Han var ordförande i styrelsen för samarbetsrådet Kyrklig samling kring bibeln och bekännelsen mellan 2003 och 2022 och var under åren 2005–2009 ansvarig utgivare för Svensk pastoraltidskrift.
Han deltog i arbetet i Thailand i december 2004 som samordnare för Svenska kyrkan för att förstärka kyrkornas lokala arbete efter den stora tsunamikatastrofen.
Kalin blev 2005 omtalad som initiativtagare till Prästdeklarationen med anledning av Svenska kyrkans beslut om välsignelse av registrerade partnerskap, som undertecknades av 867 präster i Svenska kyrkan.